# Saint-Laurent-des-Bois, Eure
Saint-Laurent-des-Bois je naselje in občina v severnem francoskem departmaju Eure regije Zgornje Normandije. Leta 2004 je naselje imelo 190 prebivalcev.

## Geografija
Kraj leži v pokrajini Normandiji 26 km jugovzhodno od Évreuxa.

## Uprava
Občina Saint-Laurent-des-Bois skupaj s sosednjimi občinami Les Authieux, Bois-le-Roi, La Boissière, Bretagnolles, Champigny-la-Futelaye, Chavigny-Bailleul, Coudres, La Couture-Boussey, Croth, Épieds, Ézy-sur-Eure, La Forêt-du-Parc, Foucrainville, Fresney, Garencières, Garennes-sur-Eure, Grossœuvre, L'Habit, Ivry-la-Bataille, Jumelles, Lignerolles, Marcilly-sur-Eure, Mouettes, Mousseaux-Neuville, Prey, Quessigny, Saint-André-de-l'Eure, Saint-Germain-de-Fresney in Serez sestavlja kanton Saint-André-de-l'Eure s sedežem v Saint-Andréju, del okrožja Évreux.
1. ↑  »Populations légales 2016«. Nacionalni inštitut za statistične in gospodarske raziskave. Pridobljeno 25. aprila 2019.